# Meteorologiåret 1982

## Händelser

### Januari
- Januari - Kylan lamslår trafiken i Sverige, med tågförseningar som följd, då köldvågen för 1981/1982 fortsätter över hela Nordeuropa. Vinterstormarna yr över Öland, norra Uppland och Gästrikland, och snödjupet närmar sig på vissa håll en meter.[1]
- 10 januari – I Braemar i Aberdeenshire i Skottland, Storbritannien uppmäts temperaturen −27.2 °C (−17.0 °F), och därmed tangeras det skotska köldrekordet från 1895 [2].
- 8 januari – I Thisteds kommun, Danmark uppmäts temperaturen −31.2 °C (−24.2 °F), vilket blir Danmarks lägst uppmätta temperatur någonsin [3].
- 17 januari – USA upplever sin dittills kallaste dag under 1900-talet, på vissa håll med temperaturer på −60.[4]

### Februari
- Februari - Sydöstra Götaland, Sverige upplever en mycket torr februarimånad [5].
- 7-10 februari - Ett snödjup på 64 centimeter uppmäts i Stockholm, Sverige [6].

### Mars
- Mars – Den största direkt uppmätta dygnsnederbördsmängden för månaden i Sverige uppmäts med i Joesjö, 84,4 millimeter [7].

### April
- 2 april – Temperaturen faller med 71 grader i Lamberton i Minnesota, USA vilket är Minnesota-rekord för 24 timmar [8].

### Maj
- 30-31 maj - 134,6 millimeter nederbörd faller över Sausvatnet, Norge vilket innebär norskt dygnsnederbördsrekord för månaden [9].

### Juni
- Juni-augusti - Sverige upplever en varm sommar.[10] I Småland noteras dock det första snöfallen i juni på 100 år, då södra Sverige i mitten av juni på vissa håll har snötäckt mark och temperaturer runt nollstrecket tidigt på mornarna.[4]
- 14 juni -  1 decimeter snö faller i norra och västra Småland samt ostligaste Halland i Sverige. Lokalt faller snöblandat regn ända ner i norra Skåne. Detta är det för årstiden senaste snöfallet i Götaland någonsin, och för många platser det enda kända tillfället med snö i juni.[11].
- 30 juni – Frost råder i Minnesota, USA [12].

### Juli
- Juli
  - Med  642,6 millimeter i Lurøy, Norge noteras norskt månadsnederbördsrekord för månaden [13].
  - Sverige upplever en varm julimånad, med värsta torkan i Götaland sedan 1904.[4]
- 20 juli – 155,6 millimeter nederbörd faller över Lurøy, Norge vilket innebär norskt dygnsnederbördsrekord för månaden [13].

### Augusti
- 3 augusti
  - I Drammen, Norge noteras norskt värmerekord för månaden med + 35 °C [14].
  - Med + 34.4 °C i Höljes och Torsby i Sverige tangeras värmerekordet för Värmland från 1975 [15].
- 31 augusti – Vid Kap Morris Jesup, Grönland uppmäts temperaturen - 18.4 °C, vilket blir Grönlands lägst uppmätta temperatur för månaden [16].

### September
- 22 september – Ett oväder med 27 meter per sekund vid Luleå flygplats drar fram över Norrbotten, Sverige och fäller skog [17].
- 24 september – Tropisk luft noteras över Minnesota, USA [18].

### Oktober
- 1 oktober – Väderrapporterna i SVT flyttar tillbaka till Stockholm, och Rapport anställer egen meteorolog [19].
- 20 oktober – Minst 50 personer omkommer och 30 rapporteras skadade då häftiga skyfall drabbar sydöstra Spanien.[4]

### November
- 4 november – 20 inch snö faller över Kabatogema i Minnesota, USA [20].

### December
- 16 december - Extremt lågt lufttryck noteras i Sverige, med centrum i Sundsvall där mätinstrumenten visar 939 millibar, vilket nästan blir tangering av det svenskta rekordet, 938.3 millibar i Härnösand den 6 december 1895.[4]
- 24-25 december - Twin Cities i Minnesota, USA upplever ett oväder med regn och åska på julafton, som på juldagsmorgonen övergår i 1,4 inch snö [21].
- 27-28 december – En snöstorm härjar i Minnesota, USA [22].

### Okänt datum
- Väderfenomenet El Niño härjar [23].
- SMHI bildar en enhet för hydrologiska prognoser [24].

## Avlidna
- 15 januari – Seymour Hess, amerikansk meteorolog.
- 7 april – Hilding Köhler, svensk meteorolog.
- 25 oktober – Charles Normand, skotsk meteorolog.

### Fotnoter
1. ↑  Horisont 1982, Bertmarks förlag, sidan 7 - Vintern lamslog Sverige
2. ↑  ”Extreme weather”. Met Office. Arkiverad från originalet den 29 december 2010. https://web.archive.org/web/20101229172517/http://www.metoffice.gov.uk/climate/uk/extremes/index.html. Läst 20 augusti 2010.
3. ↑  Vejrekstremer i Danmark Arkiverad 19 januari 2013 hämtat från the Wayback Machine. DMI
4. 1 2 3 4 5   Horisont 1982. Bertmarks
5. ↑  SMHI
6. ↑  ”SMHI”. Arkiverad från originalet den 4 mars 2016. https://web.archive.org/web/20160304142224/http://www.smhi.se/polopoly_fs/1.2854!faktablad_stockholm%5B1%5D.pdf. Läst 18 februari 2011.
7. ↑  SMHI Arkiverad 26 augusti 2010 hämtat från the Wayback Machine.
8. ↑  ”Arkiverade kopian”. Arkiverad från originalet den 16 juli 2010. https://web.archive.org/web/20100716104244/http://www.climate.umn.edu/pdf/day_in_weather_history/april_wx_history.pdf. Läst 16 februari 2011.
9. ↑  MET
10. ↑  Aftonbladet 29 april 2003 - Toppenssommar i juli och augusti
11. ↑  SMHI
12. ↑  ”Arkiverade kopian”. Arkiverad från originalet den 26 juli 2010. https://web.archive.org/web/20100726102347/http://www.climate.umn.edu/pdf/day_in_weather_history/june_wx_history.pdf. Läst 16 februari 2011.
13. 1 2
14. ↑  ”MET”. Arkiverad från originalet den 27 september 2010. https://web.archive.org/web/20100927134251/http://met.no/?module=Articles;action=Article.publicShow;ID=2894. Läst 4 februari 2011.
15. ↑  SMHI
16. ↑  DMI
17. ↑  ”SMHI”. Arkiverad från originalet den 18 april 2011. https://web.archive.org/web/20110418031323/http://www.smhi.se/kunskapsbanken/meteorologi/norrbottens-klimat-1.5008. Läst 5 februari 2011.
18. ↑  ”Arkiverade kopian”. Arkiverad från originalet den 26 juli 2010. https://web.archive.org/web/20100726102501/http://www.climate.umn.edu/pdf/day_in_weather_history/september_wx_history.pdf. Läst 16 februari 2011.
19. ↑  John Pohlmans blogg 21 november 2010 - TV-väder historik del 9 Arkiverad 15 december 2010 hämtat från the Wayback Machine.
20. ↑  ”Arkiverade kopian”. Arkiverad från originalet den 16 juli 2010. https://web.archive.org/web/20100716104924/http://www.climate.umn.edu/pdf/day_in_weather_history/november_wx_history.pdf. Läst 16 februari 2011.
21. ↑  - Minnesota Climatology Working Group Arkiverad 26 maj 2011 hämtat från the Wayback Machine.
22. ↑  ”Arkiverade kopian”. Arkiverad från originalet den 15 december 2010. https://web.archive.org/web/20101215013148/http://climate.umn.edu/pdf/day_in_weather_history/december_wx_history.pdf. Läst 16 februari 2011.
23. ↑  När Var Hur 1999, DN
24. ↑  SMHI